# Bunuri mobile din domeniul artă decorativă clasate în patrimoniul cultural național al României aflate în județul Botoșani
Acestă listă conține bunurile mobile din domeniul artă decorativă clasate în Patrimoniul cultural național al României aflate la momentul clasării în județul Botoșani.

## Tezaur
| Foto | Informații generale                   | Detalii tehnice                                                                                   | Descriere | Deținător                                                                   | Legături |
| ---- | ------------------------------------- | ------------------------------------------------------------------------------------------------- | --- | --------------------------------------------------------------------------- | -------- |
|      | Birou                                 | Datare: Sec. XIX;2/2 Școală: Atelier european Material: lemn; stejar; sculptat; strunjit; pâslă   | Birou din lemn de stejar, sculptat cu elemente florale; tapițat cu pâslă verde în partea superioară (pe tăblie), prevăzut cu patru sertare; picioarele sunt ornamentate în partea superioară cu motiv vegetal - frunza de acant. A aparținut lui Gh. Eminovici, tatăl lui Mihai Eminescu, fiind descoperit în atenansa casei. Mărturie dată de Gh. Eminescu, nepotul lui Mihai Eminescu (fiul lui Matei). | Memorialul Ipotești - Centrul Național de Studii „Mihai Eminescu”, Botoșani | Cimec    |
|      | Baston                                | Datare: 1876 Școală: Atelier european Material: lemn; cire; os; argint; sculptat                  | Baston din lemn de cireș, lăcuit, cu mâner din os șlefuit, sculptat în relief medalion tip romb, ornamentat cu motiv vegetal pe chenar și inițialele poetului Mihai Eminescu: M.E.; la mănunchi are un inel din argint inscripționat cu caractere latine, text în limba română; prevăzut cu curelușă de piele, împletită în trei, pentru prindere. A aparținut poetului Mihai Eminescu, datând din perioada în care acesta se afla la Iași și era membru al "Junimii" ieșene - conform celor declarate de cel care a vândut piesa. | Memorialul Ipotești - Centrul Național de Studii „Mihai Eminescu”, Botoșani | Cimec    |
|      | Ușă Autor: Mandrea, Zoe               | Datare: Sec. XIX;2/2 Școală: Școală românească Material: lemn; brad; pictat ulei                  | Fragment de ușă, pictat în ulei, cu motive florale pe fond vernil, de către Zoe Mandrea; la conacul familiei junimistului Nicolae și Zoe Mandrea, situat în Florești - Gorj, unde a stat Eminescu în perioada iunie-august 1878, traducând volumul I din Fragmente din istoria românilor de Eudoxiu Hurmuzaki. | Memorialul Ipotești - Centrul Național de Studii „Mihai Eminescu”, Botoșani | Cimec    |
|      | Ladă de zestre                        | Datare: Sec. XIX;1/2 Școală: Atelier italian Material: lemn; stejar; sculptat; strunjit           | Ladă pentru zestre, din lemn de stejar, cu dublă funcționalitate: pentru păstrarea lenjeriei și ca banchetă pentru stat. Are spătarul din patru registre sculptate cu motive vegetale, unite prin cinci piloni strunjiți. Capacul lăzii este ornamentat cu decor vegetal, prin incizare, iar partea inferioară este compartimentată pe două registre, având ca medalioane în relief două capete de lei, iar la mijloc și în capetele din față trei capete de personaje mitologice. Lada se sprijină pe șase picioare. A aparținut Ralucăi Iurașcu - mama poetului, fiind parte din zestrea primită la căsătoria cu Gh. Eminovici, în 1840 și este consemnată în foaia de zestre pe care stolnicul Vasile Iurașcu i-a dat-o ginerelui său.                | Memorialul Ipotești - Centrul Național de Studii „Mihai Eminescu”, Botoșani | Cimec    |
|      | Față de masă Autor: Eminovici, Raluca | Datare: Sec. XIX;2/2 Material: in; lână; mătase; țesut în 2 ițe; brodat ajour; croșetat           | Față de masă lucrată manual, din in țesut în două ițe, cu broderie de lână policromă: nuanțe de albastru, galben, oliv, maro, verde; cu dantelă de mătase bej aplicată pe margini și pe mijloc. Cu ajour pe o singură parte. A fost cusută în casă, de Raluca Eminovici și descoperită în atenansa casei, împreună cu alte lucruri ale familiei, mutate acolo din 1878, la vânzarea casei și a moșiei. | Memorialul Ipotești - Centrul Național de Studii „Mihai Eminescu”, Botoșani | Cimec    |
|      | Dulap                                 | Datare: Sec. XIX;2/2 Școală: Atelier european Material: lemn; nuc; furnir; sculptat               | Dulap pentru haine din lemn de nuc, cu două uși, furniruit cu furnir din rădăcină de lemn de nuc, sculptat în relief la partea superioară cu motiv floral - doi trandafiri înconjurați de frunze și cu decor floral aplicat și la mijlocul ușilor; stil Biedermeier. A aparținut Aglaei Drogli, sora poetului Mihai Eminescu, făcând parte din zestrea primită la căsătorie, în 1870. Se va muta la Cernăuți cu soțul, Ioan Drogli. Mai târziu, după moartea Aglaei, dulapul ajunge la Muzeul Lemnului din Câmpulung Moldovenesc și s-a știut cui aparținuse, deoarece numele proprietarei era notat cu creion roșu pe spatele ușii din dreapta. | Memorialul Ipotești - Centrul Național de Studii „Mihai Eminescu”, Botoșani | Cimec    |
|      | Casetă                                | Datare: Mijl. sec. XIX Școală: Atelier european Material: lemn; frasin; furnir; argint; filigran  | Casetă pentru bijuterii, din lemn de frasin, cu furnir de mahon; sprijinită pe patru picioare; intarsii din argint filigranat; medalion central pe capac și pe lateralele cutiei - cu scene idilice; decor vegetal - trandafiri și frunze de acant pe colțurile capacului și în partea din față a cutiei; prevăzută cu fund dublu. A aparținut poetei Veronica Micle, prietena lui Mihai Eminescu, conform mărturiei lui Augustin Z.N. Pop, de la care a fost achiziționată. | Memorialul Ipotești - Centrul Național de Studii „Mihai Eminescu”, Botoșani | Cimec    |
|      | Ceas                                  | Datare: Sec. XIX;2/2 Școală: Atelier central-european Material: bronz dore; cupru; email; turnare | Ceas de masă, cu partea inferioară din cupru, cu decor geometric și floral - frunza de acant, realizat din turnare și motiv floral - trandafiri - și grup statuar din bronz patinat în partea superioară - o nimfă cu amoraș; cadran emailat, cu cifre romane. A aparținut după mărturia lui Matei Eminescu, familiei Eminovici, fiind primit de tatăl poetului, Gh. Eminovici, ca dar de mulțumire, pentru munca făcută în calitate de administrator de moșie, de la boierul Costachi Balș de la Dumbrăveni - Suceava. Lipsă indicatorul orar. Nu funcționează. | Memorialul Ipotești - Centrul Național de Studii „Mihai Eminescu”, Botoșani | Cimec    |
|      | Casetă                                | Datare: Sec. XIX;2/2 Școală: Atelier european Material: lemn; nuc; lăcuit                         | Caseta de machiaj, din lemn de nuc, lăcuit, în interior compartimentată și drapată cu mătase de culoare albastru de Prusia, cu monogramă - ME - gravata pe plăcuță metalică aplicată pe capacul cutiei, prins în două balamale; cu două torți metalice, mobile, montate pe laterale, prevăzută cu încuietoare metalică fină, pentru cheie, cu ornament floral stilizat. Caseta a aparținut poetului Mihai Eminescu, fiind folosită în perioada 1866-1869, în peregrinările sale în compania trupelor teatrale: Fani Tardini, Iorgu Caragiali, Mihail Pascaly. Evaluată după mărturia lui Gh. Eminescu, nepotul lui Mihai Eminescu (fiul lui Matei Eminescu), care susține unicitatea piesei și care comunică traseul acesteia până la Augustin Z.N. Pop. | Memorialul Ipotești - Centrul Național de Studii „Mihai Eminescu”, Botoșani | Cimec    |
|      | Bibliotecă                            | Datare: Mijl. sec. XIX Școală: Atelier european Material: lemn; sculptat                          | Bibliotecă cu vitrină, din două corpuri, sculptate în relief, cu motive geometrice și florale stilizate. Corpul de jos este prevăzut cu o ușă, iar cel de sus are patru rafturi. A apatținut familiei Eminovici, fiind unul din corpurile bibliotecii amplasate în salonul casei, bibliotecă foarte valoroasă, ale cărei volume au fost donate în cea mai mare parte Bibliotecii Academiei Române de către Matei Eminescu, fratele poetului. | Memorialul Ipotești - Centrul Național de Studii „Mihai Eminescu”, Botoșani | Cimec    |
|      | Dulap                                 | Datare: Sec. XIX;2/2 Școală: Atelier european Material: lemn; nuc; furnir; sculptat               | Dulap pentru haine, din lemn de nuc, cu două uși, furniruit cu furnir din rădăcină de lemn de nuc, sculptat în relief la partea superioară cu motiv floral - doi trandafiri încunjurați de frunze și cu decor floral aplicat și la mijlocul ușilor; stil Biedermeier. A aparținut Aglaei Drogli, sora poetului Mihai Eminescu, făcând parte din zestrea primită la căsătorie, în 1870. Se va muta la Cernăuți cu soțul, Ioan Drogli. Mai târziu, după moartea Aglaei, dulapul ajunge la Muzeul Lemnului din Câmpulung Moldovenesc și s-a știut cui aparținuse, deoarece numele proprietarei era notat cu creion roșu pe spatele ușii din dreapta. | Memorialul Ipotești - Centrul Național de Studii „Mihai Eminescu”, Botoșani | Cimec    |

## Fond
| Foto | Informații generale | Detalii tehnice | Descriere | Deținător                                                                   | Legături |
| ---- | ------------------- | --- | --- | --------------------------------------------------------------------------- | -------- |
|      | Ladă de acte        | Datare: Prima jumătate a sec. al XIX-lea Școală: Atelier european Material: fier; turnare, ciocănire la cald, nituire                          | Ladă de fier pentru acte cu dublă închidere (cu cheie - pe capac și cu două velciuge pentru lacăte, în partea din față), prevăzută cu două torți, pe laterale. A aparținut căminarului Gh. Eminovici - tatăl poetului Mihai Eminescu, fiind descoperită în biroul boierului, aflat în atenansa (anexa casei) ce exista alături de casa originală. | Memorialul Ipotești - Centrul Național de Studii „Mihai Eminescu”, Botoșani | Cimec    |
|      | Scaun tapițat       | Datare: A doua jum. a sec. al XIX-lea Școală: Atelier central-european Material: lemn, piele de Cordoba, cupru; strunjire, sculptare, ștanțare | Scaun din lemn de stajar, prelucrat prin strunjire, sculptat pe spătar și la partea superioară a celor patru picioare, cu picioarele prinse în chingi pe laterale și la mijloc, tapițat cu piele de Cordoba, ornamentată prin ștanțare - cu decor floral, prinsă pe marginile tăbliei și spătarului cu nituri de cupru cu motiv floral stilizat. A aparținut familiei Eminovici, făcând parte dintr-un set de patru scaune găsite de familia Papadopol în atenansa casei, împreună cu masa de salon. Necesită restaurare. | Memorialul Ipotești - Centrul Național de Studii „Mihai Eminescu”, Botoșani | Cimec    |
|      | Cuțit               | Datare: A doua jum. a sec. al XIX-lea Școală: Atelier european Material: alpaca; turnare, batere, incizare                                     | Coupe-papier din alpaca folosit pentru desfăcutul corespondenței, realizat prin turnare, tip sabie, cu incizii paralele cu tăișul și cu mâner aplicat, decorat cu motiv floral la plăsele și cu incizii liniare orizontale la mâner. A aparținut căpitanului Matei Eminescu, fratele poetului. | Memorialul Ipotești - Centrul Național de Studii „Mihai Eminescu”, Botoșani | Cimec    |
|      | Masă de salon       | Datare: A doua jum. a sec. al XIX-lea Școală: Atelier central-european Material: lemn; sculptare                                               | Masă din lemn de stejar extensibilă - pentru 12 persoane, cu tăblia ovală, cu patru picioare sculptate cu decor vegetal - frunză de acant, prinse la bază, în cruce, cu două sertare pe lățime, lăcuită. A aparținut familiei Eminovici, după mărturia familiei Papadopol, ultimii proprietari ai moșiei Ipotești, fiind descoperită în atenansa casei, spațiu în care a locuit Gh. Eminovici după vânzarea casei, în 1878.                                                                                               | Memorialul Ipotești - Centrul Național de Studii „Mihai Eminescu”, Botoșani | Cimec    |
|      | Linguriță           | Datare: A doua jum. a sec. al XIX-lea Școală: Atelier central-european Material: argint; turnare                                               | Linguriță de argint, cu capătul cozii rotunjit, cu monograma R.E. gravată pe partea de deasupra a capătului cozii. A făcut parte dintr-un serviciu de masă primit de Raluca Iurașcu, mama poetului Mihai Eminescu la căsătoria cu Gheorghe Eminovici, 1840 și a fost gravat cu inițialele numelui său după căsătorie. | Memorialul Ipotești - Centrul Național de Studii „Mihai Eminescu”, Botoșani | Cimec    |
|      | Mucarniță           | Datare: Mijlociul secolului al XIX-lea Școală: Atelier european Material: argint; turnare                                                      | Mucarniță de argint realizată prin turnare, cu ornamente vegetale și nit de prindere cu decor trandafir, ornamentată cu motiv vegetal pe cutia de colectare a fitilelor, cu trei piciorușe pentru susținere tip buton, folosită pentru stingerea lumânărilor și colectarea mucurilor (fitilelor) de lumânare. A aparținut familiei Eminovici, fiind utilizată atât în casă, cât și în biserica familiei din Ipotești. | Memorialul Ipotești - Centrul Național de Studii „Mihai Eminescu”, Botoșani | Cimec    |
|      | Cuțit               | Datare: A doua jumătate a secolului al XIX-lea Școală: Atelier central-european Material: fildeș, argint; șlefuire, turnare                    | Coupe-papier folosit pentru desfăcutul corespondenței făcut din fildeș șlefuit cu mâner de argint decorat cu motiv vegetal - acant și medalion, pe ambele părți. A aparținut lui Iorgu (Gheorghe) Eminovici, fratele mai mare al poetului Mihai eminescu și a fost găsit în biblioteca familiei, ajungând în posesia lui Matei Eminescu. Ulterior, piesa a fost achiziționată de la un membru al familiei lui Matei de către Augustin Z.N.Pop și vândută ulterior Muzeului Județean Botoșani.                             | Memorialul Ipotești - Centrul Național de Studii „Mihai Eminescu”, Botoșani | Cimec    |
|      | Cuțit               | Datare: A doua jumătate a secolului al XIX-lea Școală: Atelier german Material: sidef, scoică; șlefuire, pictare                               | Coupe-papier folosit la desfăcutul corespondenței, cu lama realizată din sidef șlefuit, inscripționată prin pictare și cu mâner fabricat din scoică. | Memorialul Ipotești - Centrul Național de Studii „Mihai Eminescu”, Botoșani | Cimec    |